# 王闐
王闐（1524年—？），字維振，直隸保定府清苑縣人，民籍，明朝政治人物。

## 生平
嘉靖三十四年（1555年）乙卯科順天府鄉試第一百名舉人。嘉靖三十八年（1559年）中式己未科會試第二百八十五名，二甲第七十二名進士。嘉靖末官河東都轉運鹽使司同知，隆庆中官知府，隆庆五年（1571年）正月考察以罢软闲住。

## 家族
曾祖王浩，壽官；祖父王恩，知縣 贈左副都御史；父王德純，縣丞。母孫氏。永感下。兄王闉，府同知；王问；王閥，贡士。弟王闙、王開、王闕、王閔。